# 国民服儀礼章

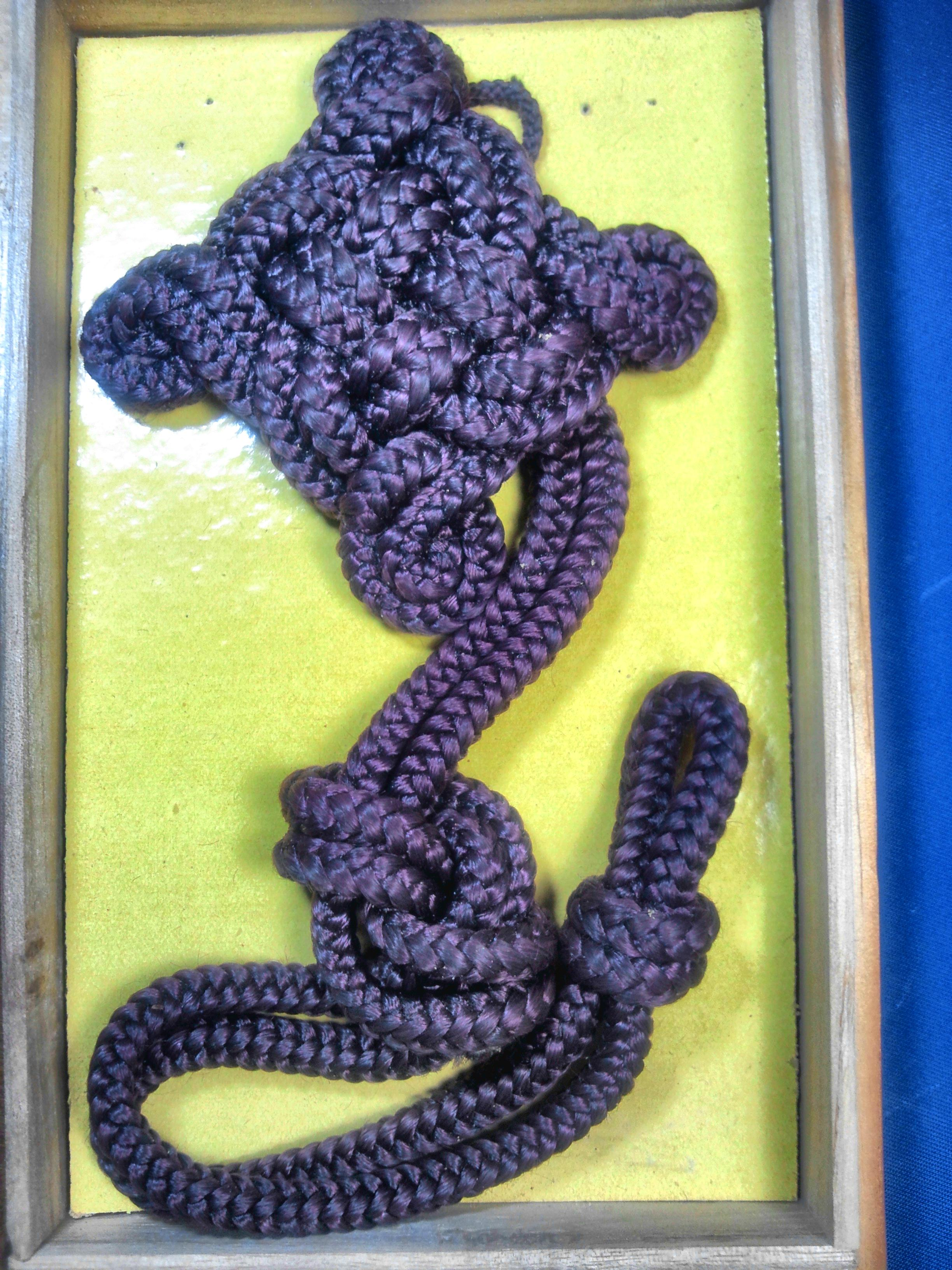
国民服儀礼章

国民服儀礼章（國民服儀禮章／こくみんふくぎれいしょう）は1940年に制定され、太平洋戦争期間中を通して着用された国民服を礼服として使用する際に着用された、儀礼用の飾緒。

## 概要

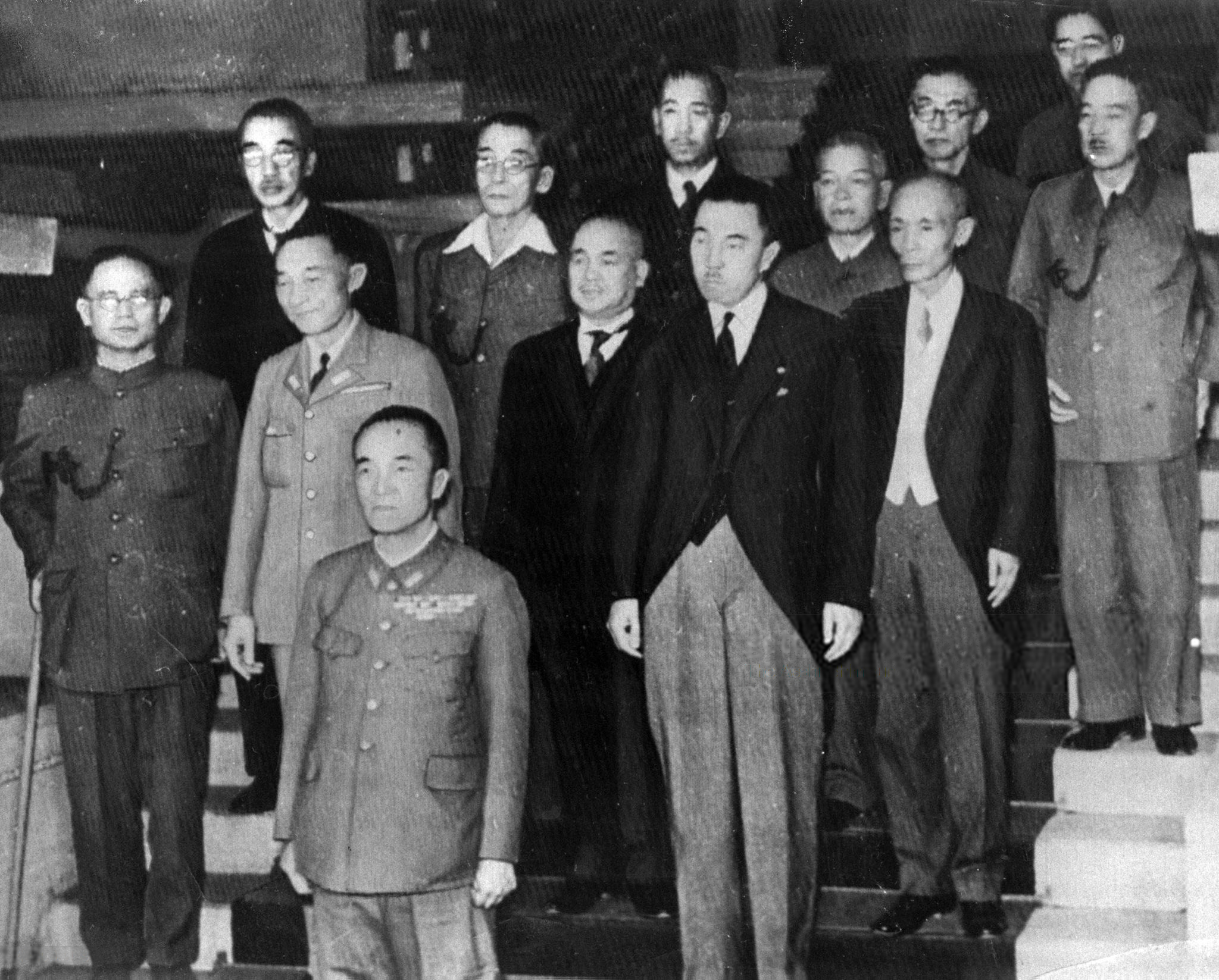
1945年8月17日に成立した東久邇宮内閣の閣僚。当時は終戦直後で国民服令が失効する前であり、閣僚のうち重光葵、千石興太郎、緒方竹虎の3名が国民服儀礼章を佩用しているのが確認できる。

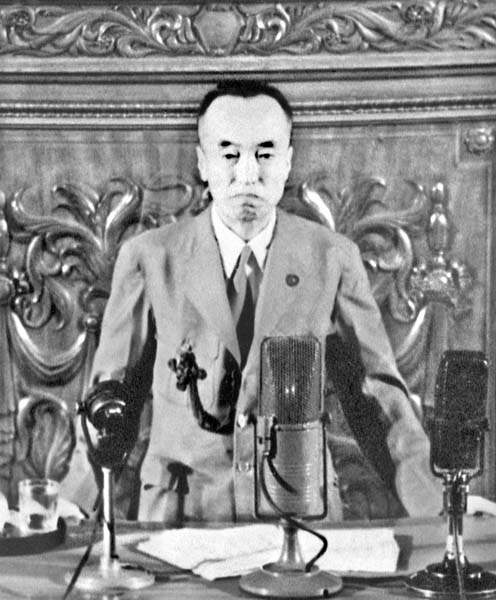
第88回帝国議会衆議院本会議で所信表明演説する東久邇宮稔彦王内閣総理大臣（1945年9月5日）。国民服儀礼章を佩用している。

国民服令（昭和15年11月1日勅令725号）によると、「国民服礼装ハ国民服ヲ著用シ国民服儀礼章ヲ佩ブルモノトス」（第3条）と規定され、国民服礼装は燕尾服やフロックコート・モーニングコートと同等の礼服とされていた（第4条）。そして、国民服儀礼章の制式は国民服令別表第2によって規定された。一般に市販されるもので、価格は1円程度とされていた。
国民服儀礼章は古代紫色で太さ4ミリの四打紐によって作られており、主部となる対角長8センチの四角形に編まれた台座と、そこから伸びる長さ25センチの2本の紐から成る（国民服令別表第2）。台座の四角形は八紘一宇を表す。そして、各自の家紋又は桜花文様に限り、台座に付けることが出来た。紐の端を国民服の第二ボタンに懸け、台座を胸ポケットのボタンに懸けて佩用する。当初被服協会が制定した際は台座を左胸に着けるとされていたが、国民服令では右胸とされた（別表第2）。
戦時中のニュース映画や戦後製作の戦争映画でも、その姿を見ることができる。例えば映画「日本のいちばん長い日」では、聖断が下された御前会議後の迫水久常（加藤武）や、玉音放送を収録するため宮中に入った日本放送協会職員（加東大介ら）が、儀礼章を佩用している。
国民儀禮章という類似した名称のものも存在した。これは国民精神総動員本部が冠婚葬祭簡素化運動の一環として制定したもので、弔事用の黒と慶事用の紅白の蝶結びのリボンがセットになっており、平服の左胸に着用した。国民服礼装についての国民服令第4条や5条のように、勲章等の佩用に関する規定（勲章記章佩用心得（明治22年賞勲局告示第1号）他）などに定められた礼装とみなす旨の法令上の根拠はなかった。
なお、満洲国においては協和会が、国民服に似た「協和服（協和会服）」を公式服として先んじて制定していたが、付属品として、飾緒のような金モールと満洲国の国旗と同じ色をした五色の房からなる、国民服儀礼章に類似した役目の儀礼章が存在した。協和服の儀礼章は、ループタイのように首からかけて玉留めで締め、左胸に房をかける形で佩用し、慶事には房の赤と白、弔事には黒と白の部分を強調することで対応した。

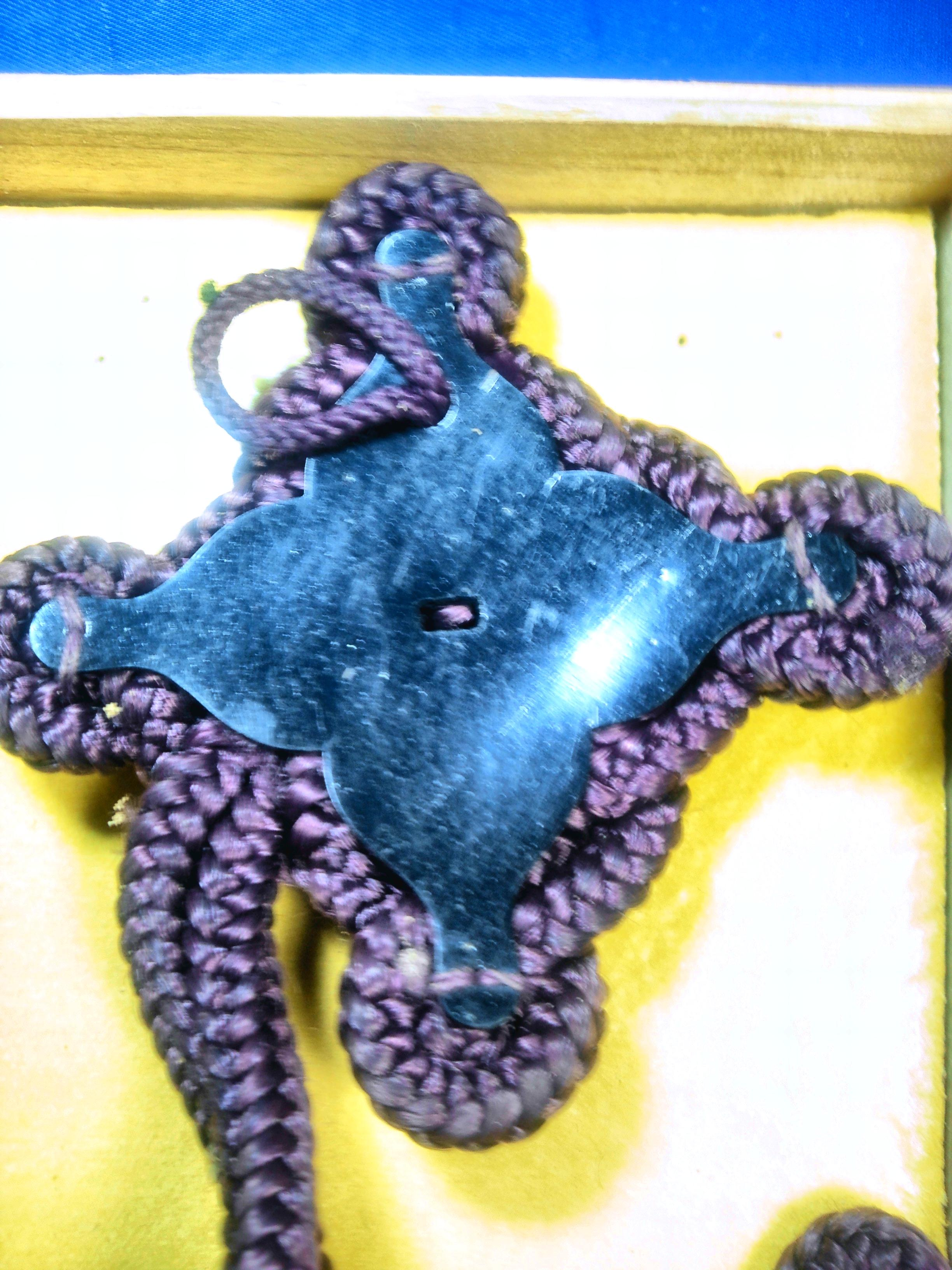
台座の裏面
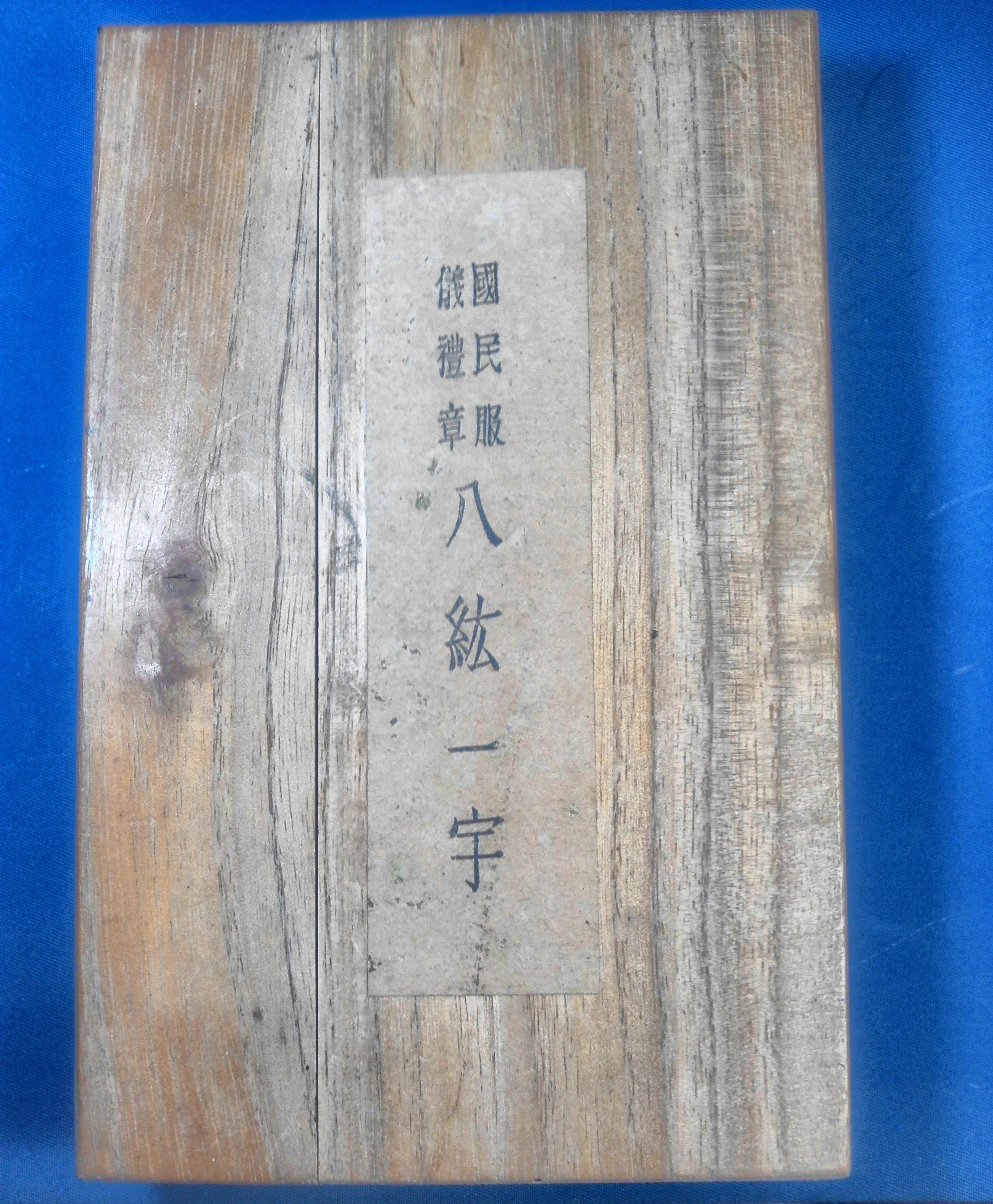
国民服儀礼章の箱。蓋表に「八紘一宇」の語を記す
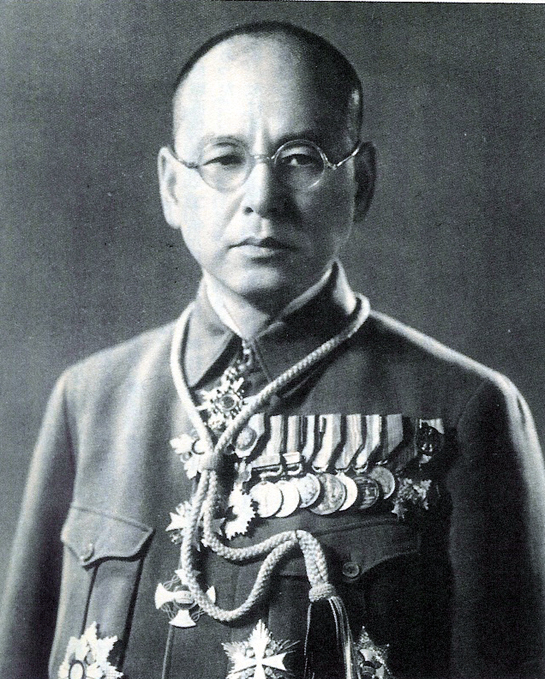
（参考）満洲国の協和服を着た甘粕正彦。首からかけた儀礼章を左胸で留めている。

## 参考資料
- 被服協会『国民服（男子用）の手引』二木貞夫編集、被服協会、1940年5月5日。
- 井上雅人『洋服と日本人　国民服というモード』廣済堂出版、2001年。
- 太田臨一郎『日本服制史　下巻』（文化出版局、平成元年）、228-235ページ
- 国民精神総動員本部『国民精神総動員本部事業概要　昭和15年4月以降』国民精神総動員本部、1940年10月22日。